# Çukuryurt, Pınarbaşı
Çukuryurt là một xã thuộc huyện Pınarbaşı, tỉnh Kayseri, Thổ Nhĩ Kỳ. Dân số thời điểm năm 2008 là 47 người.